# Pierre de Mornay
Pierre de Mornay, mort en 1306, est un prélat français du XIIIe siècle et du début du XIVe siècle, évêque d'Orléans (1288) puis d'Auxerre (1295).
Il est aussi chancelier de France (1304, mais il en remplit les fonctions depuis son épiscopat d'Auxerre).
Son époque est celle de la lutte entre Plantagenêts et Capétiens et à travers eux entre Anglais et Français, notamment pour le contrôle de la Guyenne. C'est aussi celle de la guerre de Flandre (1297-1305), de la perte du pouvoir absolu de l’Église romaine qui culmine et chute avec Boniface VIII, sa bulle Unam Sanctam et l'attentat d'Anagni (1303), de la montée en puissance du monarchisme et, sous peu, de l'anéantissement des Templiers (le vendredi 13 octobre 1307) victimes de la lutte entre papauté et roi de France (ainsi que du mauvais état des finances royales) et du premier des neuf papes d'Avignon (qui commence en 1308). 
Mornay tente de réconcilier pape et roi ; l'affrontement venu, il choisit le parti du roi.

## Biographie
Vivant sous les règnes de saint Louis (1226-1270), Philippe le Hardi (1270-1285) et Philippe IV (1285-1314), son épitaphe indique qu'il était originaire d'une maison du Berry et l'histoire d'Orléans donne sa maison pour "illustre".
Pierre de Mornay est très versé dans l'étude du droit. Il fait ses études à Orléans.
Il est probablement aumônier de saint Louis, une fonction qui implique de suivre la cour là où elle va et de réparer les dommages faits par ladite cour.
En 1281 il est témoin du serment de Simon du Perruchoy évêque de Chartres (1277-1297), par lequel ce dernier s'engage envers Pierre de France comte d'Alençon et de Blois à "ne pas laisser perdre la ville de Chartres à ses héritiers",,.
Des lettres de Philippe le Bel de 1286 adressées à Mathieu IV, seigneur de Montmorency, et son frère Érard, indiquent qu'à cette période Mornay est "clerc" du roi, c'est-à-dire secrétaire et conseiller du roi. La même lettre indique qu'il est aussi archidiacre de Soulogne dans le diocèse d'Orléans et chanoine de la cathédrale. Sa vie est dès lors partagée entre l’Église et la Cour.

### Évêque d'Orléans
En 1288, il est élu évêque d'Orléans. En 1291 il est nommé exécuteur testamentaire de Jeanne de Blois veuve de Pierre de France comte d'Alençon, pour distribuer la somme considérable de 120 000 livres aux pauvres de Chartres et de Châteaudun.
Il a une grande réputation de vertu et de charité.
Il s'occupe activement de l'amélioration du temporel de son diocèse. Il obtient l'autorisation de Philippe le Bel pour changer un grand chemin sur Jargeau en supprimant quatre étangs.
Déjà en 1294 le roi l'envoie en son nom en Champagne avec Jean de Beaumont seigneur de Sainte-Geneviève.

### Évêque d'Auxerre

#### Nomination et installation
Après la mort de Guillaume de Grez le 29 janvier "1293" (1294 selon notre calendrier), le siège épiscopal d'Auxerre demeure vacant jusqu'en 1295. Dans cet intervalle se déroulent deux élections infructueuses. La première élection donne Ferric ou Ferry de Lorraine, fils du duc de Lorraine et prévôt de Saint-Dié (diocèse de Toul). La deuxième élection donne Pierre de Grez, chanoine d'Auxerre et parent du défunt évêque. Célestin V charge Pierre Colonna, cardinal-diacre de Saint-Eustache, d'examiner ces élections ; mais Célestin V renonce à sa charge le 13 décembre 1294. Son successeur Boniface VIII, élu le 24 décembre 1294, fait venir à Rome les deux élus, qui tous deux se démettent de leurs droits à l'évêché d'Auxerre. Boniface, le plus favorable de tous les papes à l'absolutisme théocratique de la papauté, nomme d'office l'évêque d'Orléans au siège d'Auxerre pour faire cesser "le trouble et la division".
Lors de son installation à Auxerre, Mornay suit la tradition qui veut que le nouvel évêque fasse retraite à l'abbaye Saint-Germain d'Auxerre. Il n'y reste que six jours mais induit une si grande dépense que l'abbaye s'en plaint au pape. Ce dernier met un plafond de dépenses à 10 livres par jour pour les futures installations épiscopales.
La même année 1295 Philippe le Bel, qui cherche à financer armée et marine pour maîtriser les velléités d'autonomie des riches villes flamandes, décide de lever un impôt exceptionnel sur le clergé, la « décîme ». Ce geste, qui rapidement ébranle la papauté jusqu'à contribuer à l'établissement de neuf papes à Avignon, lance Mornay sur les routes à la recherche de compromis entre pape et roi, jusqu'à la fin de sa vie. Il passera au total très peu de temps à son évêché.

#### Actes relatifs au diocèse
Il se trouve à Auxerre en septembre 1296, où il établit un compromis entre Bertrand de Colombiers nouvel abbé de Cluny, et le sous-prieur de la Charité à propos de l'élection du prieur de la Charité. En octobre suivant, il reçoit à Auxerre l'hommage de Louis de Flandre comte de Nevers pour les baronnies de Donzy, Cosne, Châteauneuf-Val-de-Bargis, Saint-Sauveur et Murat (à Billy-sur-Oisy), avec pour témoins Gui abbé de Saint-Germain, Robert abbé de Saint-Laurent, Geoffroy doyen d'Auxerre, Jean chantre d'Orléans, Étienne de Bonneval archidiacre de Laon, Gui Mauguin chanoine d'Orléans et quatre chanoines d'Auxerre : Guillaume Gervii, Guillaume Catin, Hugues d'Aigreville et Jean de Bray.
Un autre acte concernant son diocèse date du mardi suivant Noël 1302 ; c'est la confirmation du statut d'un chapitre de la cathédrale d'Auxerre. Le même jour il fonde son anniversaire (de futur décès), donnant 20 livres de rente au chapitre d'Auxerre sur des biens qu'il a achetés à Appoigny de Jean de Prie et de Gilete femme de ce dernier.

Il revient dans son diocèse peu avant d'être nommé chancelier en 1304 et y signe quelques actes en faveur du chapitre. Deux de ces actes sont datés de septembre 1304. L'un, daté du lundi avant la Saint-Michel (28 septembre) et fait au monastère Saint-Julien, est une simple explication des charges des habitants de Chichery envers les chanoines d'Auxerre ; les témoins en sont Guillaume Catin (lecteur), Guillaume Gervii ou Gervasii (écolâtre) et Pierre de Mene (official). Un autre acte du 27 septembre souligne que l'évêque doit avoir un droit sur le sel débité depuis le Noyer sur Bassou jusqu'au pont d'Arcy-sur-Cure (ce qui représente une cinquantaine de km). Les habitants de Crevan, vassaux du chapitre, ayant des difficultés pour le paiement de ce droit, Mornay les exempte du paiement dans les limites de la ville et de la Justice de Crevan.

Selon les annales de Saint-Germain, il règle avec l'abbé de saint-Germain Gui de Munois la question du droit de gîte à l'installation des évêques, et celle sur le droit de l'évêque à la juridiction sur les religieux délinquants. Ce dernier point est issu d'une anecdote amusante : l'abbé Gui nourrissait un sanglier apprivoisé. Un prêtre du choeur de la cathédrale, trouvant l'animal dans une vigne, le tue. Quelques moines, informés du méfait, ravagent la maison du prêtre et arrachent la vigne. L'évêque entreprend de punir ces moines mais l'abbé s'y oppose, arguant de son droit à punir les moines. Mornay évoque même cette affaire à Rome mais, bien qu'il y réside trois ans, l'affaire n'y est pas résolue. C'est seulement à son retour à Auxerre qu'un accommodement est trouvé entre évêque et abbé, et encore faut-il pour cela l'intervention de personnes diplomates.

#### Activités hors diocèse
Peu après son installation à Auxerre, commence le grand désaccord entre le roi de France et le pape. Mornay est d'une grande utilité dans le conseil du roi Philippe le Bel qui le charge de tant de négociations que son diocèse ne peut le posséder qu'à de rares intervalles.
Il ne reste pas longtemps dans sa ville épiscopale : le 21 janvier 1297 il est au conseil du roi au château du Louvre. Une bulle de Boniface VIII du 19 février 1297 est adressée à 22 évêques, dont il est le 13e nommé, les autorisant à donner une subvention volontaire à Philippe le Bel. Sur ce, une assemblée se tient au palais épiscopal de Paris les 27 et 28 mars 1297 ; il y est mandaté par l'évêque de Soissons pour représenter ce dernier. Il y a cependant une position particulière : le pape lui fait savoir, ainsi qu'à l'archevêque de Rouen et l'abbé de Saint-Denis, qu'ils peuvent contraindre spirituellement et temporellement les ecclésiastiques à donner des subsides pour la délivrance des rois de France ou de leurs fils si ceux-ci sont faits prisonniers. Ceci compense quelque peu la bulle Clericis laicos de Boniface du 25 février 1296 qui interdit de lever des impôts sur le clergé sans l'accord préalable du pape.
En novembre 1297, il est envoyé à Gisors avec Guillaume de Mâcon évêque d'Amiens et Jean II de Bretagne duc de Bretagne pour négocier une trêve avec les Anglais. Deux ans après, négociation d'une nouvelle trêve franco-anglaise à Montreuil (diocèse d'Amiens) en compagnie de l'évêque d'Amiens et des ducs Robert II de Bourgogne et Jean II de Bretagne.

En 1300 le pape le choisit avec, encore, Guillaume de Mâcon pour, en compagnie du légat du pape, délivrer la dispense nécessaire au mariage de Charles de Valois et de sa deuxième épouse Catherine de Courtenay impératrice de Constantinople. Mornay est si bien vu tant auprès du pape qu'à la cour, que vers la même période le roi Philippe le Bel a une curieuse démarche : il écrit à Mornay et à l'archevêque de Sens Étienne Béquart pour se justifier de son opposition à certaines démarches du chapitre de Chartres, disant que les officiers de ce chapitre le fraudent de ses droits royaux.
En 1301, il suit le roi tant à Châteauneuf-sur-Loire qu'à Senlis pour plaider la cause de Bernard Saget 1er évêque de Pamiers, accusé d'avoir parlé contre le roi ; il calme les courtisans qui veulent la mort de Saget. En réalité le roi s'élève contre la création par le pape d'un nouvel évêché dans son royaume. Cette affaire, qui fait grand bruit, amène la bulle papale Ausculta fili du 5 décembre 1301, qui veut rappeler la supériorité du spirituel sur le temporel et convoque à Rome tous les évêques de France pour un concile le 1er novembre 1302 ; elle est aussi adressée au roi de France, qui "peut" s'y présenter. Au programme : les libertés ecclésiastiques, la réforme du roi et du royaume de France, correction des anciens abus et amélioration du gouvernement  de la France. Cette bulle est remise à Philippe le Bel par Jacques des Normands, archidiacre de Narbonne. Évidemment le roi en prend ombrage et, le 15 février 1302, convoque clergé, noblesse et villes pour le 8 avril 1302 (l'assemblée se tient finalement le 10 avril) à Notre-Dame. Philippe le Bel y déclare entre autres qu'il ne tient son royaume que de Dieu et prie nobles, clergé et villes de l'aider à préserver l'indépendance du royaume, à corriger les abus et à réformer l’Église gallicane. Ce jour-là les barons français écrivent aux membres du collège des cardinaux au sujet de l'appel interjeté par Philippe le Bel contre le pape au futur concile.
Le clergé députe trois évêques à Rome et Philippe le Bel y envoie Mornay chargé de lettres par lesquelles il demande au pape de reporter le concile à une date plus convenable. Mornay assiste fin août au consistoire à Rome et au concile de novembre ; il est témoin du discours de Boniface qui cherche à se justifier de ce dont le roi et ses ministres l'accusent. Jusque-là, Mornay a réussi à ménager pape et roi ; mais le pape, cherchant à ébranler Mornay, lui adresse vers février 1303 une lettre se plaignant du peu d'effet de ses promesses. C'est peut-être le bref dans lequel il est écrit, à propos de la perception de certains impôts, cette phrase inacceptable pour le roi : "Sur cela nous voulons bien vous faire savoir que si le roi ne change et ne corrige les réponses qu'il nous a faites, en sorte que nous puissions en être satisfait, nous nous procéderons contre ce même Roi avec les moyens temporels comme spirituels".
Le 12 mars 1303, Nogaret accuse le pape d'hérésie pendant une assemblée au Louvre en présence du roi, puis il part à Rome prendre contact avec des membres de la famille Colonna, ennemie de celle de Boniface VIII.
Par ailleurs le 20 mai 1303 est signé le traité qui redonne la Guyenne à Édouard Ier d'Angleterre ; Mornay est désigné avec Robert de Bourgogne pour remettre la Guyenne à Édouard.

À Paris, Guillaume de Plaisians, bras droit de Nogaret, réitère en juin 1303 les accusations anti-papales. Cette fois Philippe le Bel décide de lancer des poursuites contre le pape. Mornay fait partie des 25 évêques français qui, avec les abbés à la tête d'ordres religieux, en appellent au futur concile général à propos des censures que le pape pourrait prononcer contre les évêques. On retrouve cette même crainte de la part des évêques et autres ecclésiastiques un peu partout en France ; Philippe le Bel prend sous sa protection les ecclésiastiques et les barons qui ont appelé au futur concile contre le pape,.
Boniface VIII s'apprête à répondre par une excommunication du roi lorsque Nogaret et Sciarra Colonna arrivent le 7 septembre 1303 avec une petite armée à Anagni dans le Latium, où le pape réside. C'est l'attentat d'Anagni : le pape est séquestré, avec l'intention de l'emmener en France afin qu'il réponde devant le roi de France des accusations portées contre lui.
En octobre 1303 se tient une assemblée des Grands du royaume à Château-Thierry, afin de terminer la guerre de Flandre. Mornay y assiste comme envoyé du roi, second entre les prélats.
Pierre de Mornay est fait chancelier de France en 1304. L'année suivante il souscrit au testament de Marguerite de Bourgogne-Tonnerre, reine de Sicile et de Jérusalem et comtesse de Tonnerre, avec Jean Guichard évêque de Troyes et Jean de Savigny évêque de Nevers.

### Décès
Enfin se sentant âgé, il se retire au château de Régennes à Appoigny mais conserve le titre de Chancelier. Il meurt à Régennes le 29 mai 1306. Il est inhumé à droite du choeur de la cathédrale, près de la tombe de Guy de Mello.

### Donations, achats
Près d'Ouzouer-sur-Trézée se trouve une source réputée de fort longue date pour ses vertus guérisseuses, notamment pour les fièvres,. Un des premiers évêques d'Auxerre (les 9 premiers évêques d'Auxerre sont en place avant le VIe siècle) avait fait construire à côté de cette source une chapelle dédiée à saint Malo, selon la coutume des chrétiens voulant faire oublier les cultes pagans. Le bénéfice de la chapelle appartenait donc depuis aux évêques d'Auxerre. Pierre de Mornay donne ce bénéfice à l'abbaye Saint-Laurent-lès-Cosne. Il ajoute 70 livres à ce don. Moyennant quoi les religieux de Saint-Laurent sont chargés de célébrer son anniversaire de décès.
Il donne à la cathédrale d'Auxerre un beau voile quadragésimal, qui sépare le chœur du sanctuaire pendant le Carême.
Il rachète la terre d'Oudan (nommée à l'époque Hodan ou Odent, près de l'abbaye de Crisenon), qui relève pourtant déjà de l'évêché, d'un seigneur de Tholet ; ce dans le but de procurer la paix à Varzy que les seigneurs de Tholet harcèlent de leurs incursions.
Il achète une belle maison sur Moret, diocèse de Sens, avec terres et vignes ; il achète également le hameau de la Brosse, paroisse d'Héricy, près de l'abbaye de Barbeau. Il augmente considérablement l'hôtel parisien des évêques d'Auxerre - ce dernier se trouvait près de la porte de Fer ou de Fert, appelée plus tard porte Saint-Michel ; il obtient du roi une grande place voisine qui s'étend au-delà des murailles de Paris, la fait planter d'arbres et entourer de murs. Quelque 80 ans plus tard ces terres sont relevées pour faire des fossés en prévision d'attaques de la ville.
Les chapitres de Varzy et de Clamecy sont aussi chargés de célébrer son anniversaire de décès, moyennant 20 livres pour Varzy et 150 livres pour Clamecy - le chapitre de Clamecy utilise cette somme pour acheter 100 sols de rente sur une maison à Marcy.
Deux ans après sa mort les exécuteurs de son testament : Guillaume évêque de Bayeux, Gui évêque de Soissons, Jean d'Auxy chantre de Bourges, Gui Mauguin chanoine d'Orléans, Lambert de Ballenay chantre de Notre-Dame-de-la-Cité à Auxerre et Mathieu de Barnay chanoine d'Avallon, assignent à sa sœur religieuse à l'abbaye des Îles près d'Auxerre une petite rente à vie qui est convertie à terme en une fondation pour son anniversaire de décès dans cette abbaye. Cette rente de quatre livres est assise sur des vignes qu'il avait léguées à deux de ses parentes, religieuses dans cette communauté.